# Stan Van Gundy
Stanley Alan Van Gundy (Califórnia, 26 de agosto de 1959) é um ex-treinador americano da National Basketball Association (NBA). Atualmente, ele é comentarista dos jogos da NBA pela TNT.
Após uma carreira no basquete universitário, ele comandou o Miami Heat, Orlando Magic, Detroit Pistons e New Orleans Pelicans na NBA. Ele chegou as finais da NBA com o Magic em 2009.
Ele é o irmão mais velho do ex-técnico do New York Knicks e do Houston Rockets, Jeff Van Gundy.

## Carreira de jogador
Van Gundy foi titular na Alhambra High School em Martinez, Califórnia. Ele jogou basquete sob o comando de seu pai, Bill Van Gundy, na SUNY-Brockport, uma universidade da Divisão III, até se formar em 1981.

## Carreira de treinador

### Universidade
Van Gundy começou sua carreira de treinador como assistente técnico na Universidade de Vermont entre 1981 e 1983 e foi treinador principal no Castleton State College por três temporadas. Depois de servir como assistente técnico na Canisius College em 1987 e na Universidade Fordham em 1988, Van Gundy foi nomeado treinador principal da Universidade de Lowell. Durante seu mandato de quatro temporadas na universidade, que viu a instituição se tornar a Universidade de Massachusetts Lowell, ele compilou um recorde de 54-60.
Van Gundy tornou-se então assistente na Universidade de Wisconsin sob o comando de Stu Jackson. Quando Jackson saiu depois de 2 anos para se tornar gerente geral do Vancouver Grizzlies, ele foi promovido para substituí-lo como treinador principal e recebeu um contrato de 5 anos. Após uma temporada de 18-11 com a futura estrela da NBA, Michael Finley, de volta para seu último ano e recrutas altamente elogiados chegando, a equipe entrou na temporada com grandes expectativas, mas terminou com um decepcionante recorde de 13-14. Van Gundy foi demitido no final da temporada e culpou preocupações financeiras na universidade.
No geral, Van Gundy teve um recorde de 135-92 em oito anos como treinador principal universitário.

### Miami Heat

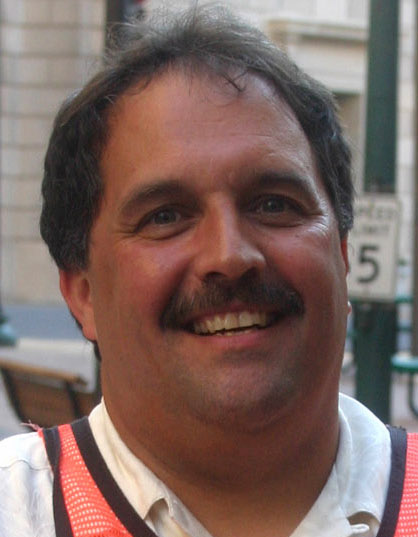
Van Gundy em 2005

Quando Pat Riley deixou o New York Knicks para treinar o Miami Heat, os Knicks se recusaram a deixá-lo contratar Jeff Van Gundy. Riley contratou Stan, seu irmão, dizendo: "Eu queria pelo menos um Van Gundy comigo". Stan Van Gundy passou 12 anos com Riley no Heat. Depois de trabalhar como assistente de Riley, Van Gundy foi nomeado treinador principal quando Riley renunciou abruptamente ao cargo de treinador antes da temporada de 2003-04.
Van Gundy assumiu um time que havia vencido 25 jogos na temporada anterior e os levou a uma temporada de 42 vitórias, na qual venceram uma porcentagem muito alta de seus jogos no final da temporada e surpreendeu muitos ao avançar para a segunda rodada dos playoffs, quase derrotando o time com o melhor recorde da liga, o Indiana Pacers, com o treinamento dinâmico de Van Gundy mostrando o jogo forte do novato Dwyane Wade.
Durante a off-season, Shaquille O'Neal exigiu uma troca e fez de Miami a única opção viável para o Los Angeles Lakers fazer uma transação. Riley desistiu de Caron Butler, Lamar Odom, Brian Grant e uma futura escolha de primeira rodada, substituindo três dos titulares da equipe por O'Neal. Van Gundy levou o Heat ao melhor recorde da Conferência Leste na primeira metade da temporada, tornando-se o primeiro treinador do Heat a treinar no All-Star Game. O Heat terminou a temporada com 59 vitórias, conquistando o melhor recorde da conferência. A equipe avançou para o Jogo 7 das finais da Conferência Leste, onde perdeu para o Detroit Pistons. Lesões desempenharam um fator em sua derrota, particularmente uma lesão na costela de Wade durante o Jogo 5, que o impediu de jogar o Jogo 6 e o prejudicou severamente no Jogo 7, ambas vitórias dos Pistons.
Durante o período de off-season de 2005, especulou-se amplamente que Pat Riley estava tentando tirar Van Gundy de seu cargo de treinador e assumir o cargo ele mesmo, agora que a equipe estava em posição de disputar o título. Van Gundy renunciaria ao cargo de treinador principal em 12 de dezembro de 2005, após apenas 21 jogos na temporada, citando a necessidade de passar mais tempo com sua família. Riley o substituiu como treinador principal e levou o Miami ao primeiro título da franquia na mesma temporada.
No livro de Shaquille O'Neal, "Shaq Uncut: My Story", O'Neal respondeu às alegações de ser um "assassino de treinadores" e que ele forçou Van Gundy a sair de Miami, afirmando: "Stan foi demitido porque Pat Riley queria assumir, não porque eu queria que ele saísse. Eu não tinha controle sobre isso. Todos nós sabíamos que isso aconteceria porque Pat e Stan estavam sempre discutindo. Pat descia e dizia a Stan como fazer algo e Stan iria querer fazer do seu jeito, e esse era um bom plano de jogo se você quisesse ser demitido."

### Orlando Magic
Em maio de 2007, Van Gundy recebeu uma oferta para substituir Rick Carlisle como treinador do Indiana Pacers. Van Gundy recusou a oferta, mas começou a fazer entrevistas para outros trabalhos como treinador principal. Ele foi considerado um dos principais candidatos para se tornar treinador do Orlando Magic e também do Sacramento Kings. No entanto, o Magic contratou Billy Donovan. Pouco tempo depois, Donovan decidiu que queria desistir do acordo e voltar para a Universidade da Flórida. Finalmente, em 5 de junho de 2007, o Magic ofereceu um contrato para Van Gundy.

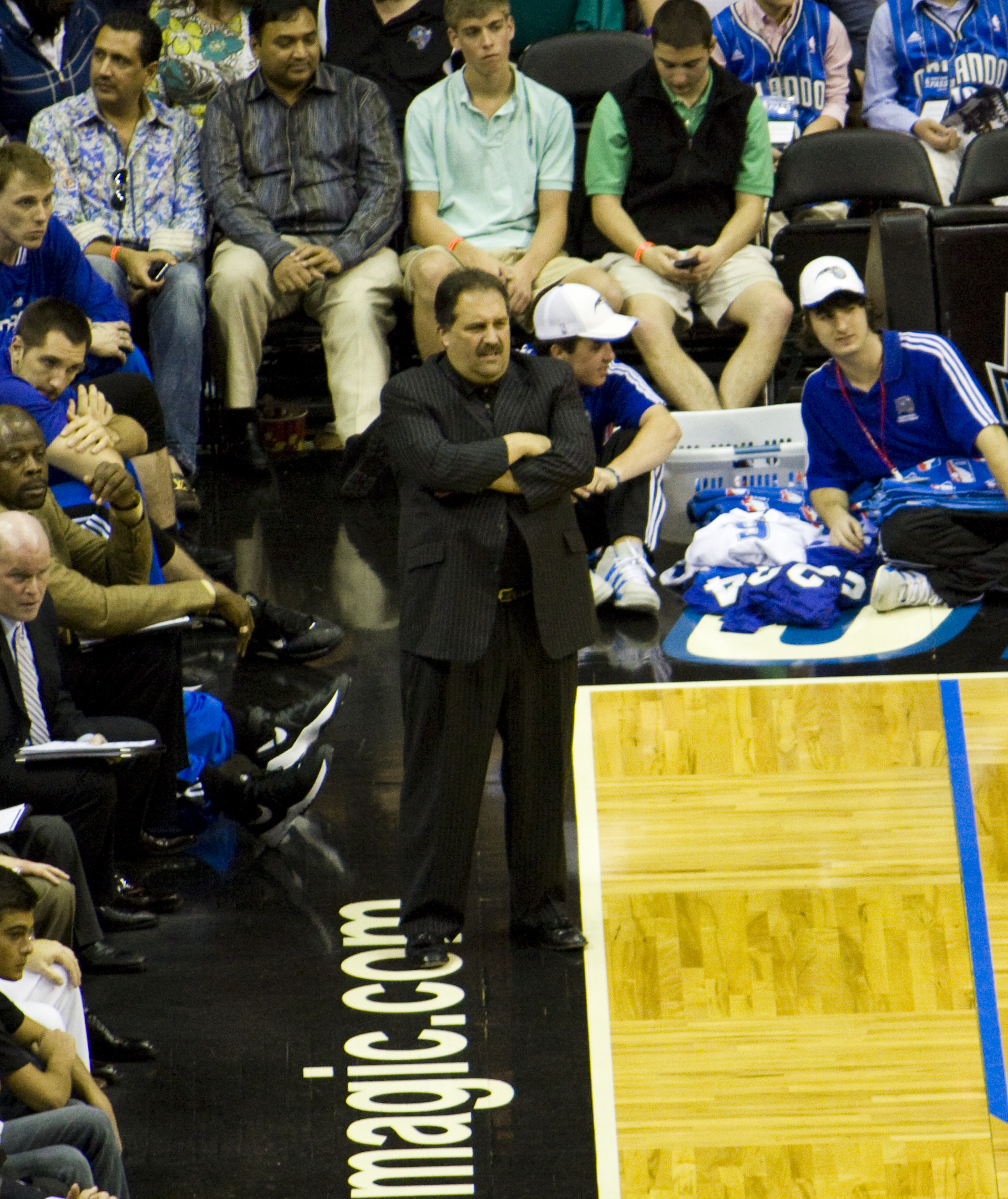
Van Gundy treinando o Magic

Na primeira temporada de Van Gundy com o Magic, ele os guiou para uma temporada de 52 vitórias, ganhando o primeiro título de divisão da equipe desde a temporada de 1995-96 e o terceiro melhor recorde na Conferência Leste. Orlando derrotou o Toronto Raptors por 4-1 na primeira rodada dos playoffs e avançou para as semifinais de conferência pela primeira vez em doze temporadas. Mais tarde, eles foram derrotados pelo Detroit Pistons por 4-1.
Van Gundy e o Magic venceram 59 jogos na temporada de 2008-09, o segundo maior número na história da franquia. Durante os playoffs, eles derrotaram o Philadelphia 76ers, Boston Celtics e o Cleveland Cavaliers para avançar para as finais da NBA, a primeira aparição de Orlando nas finais desde 1995. Eles acabaram perdendo para o Los Angeles Lakers em cinco jogos.

Em 31 de janeiro de 2010, Van Gundy foi nomeado treinador da Conferência Leste no All-Star Game da NBA de 2010, tornando-se a segunda vez que ele recebeu a honra de treinar no All-Star Game.
Em 21 de maio de 2012, Van Gundy foi dispensado de suas funções como treinador principal. Antes da demissão, ele afirmou que sabia que Dwight Howard queria que ele fosse demitido. Howard ainda solicitou uma troca após a temporada e foi negociado com o Los Angeles Lakers em agosto de 2012.

### Detroit Pistons
Em 14 de maio de 2014, Van Gundy foi contratado como o novo treinador e presidente de operações de basquete do Detroit Pistons. Em 9 de fevereiro de 2015, Van Gundy se tornou o 43º técnico na história da NBA a vencer 400 jogos quando os Pistons derrotaram o Atlanta Hawks por 105-95. Em 7 de maio de 2018, os Pistons anunciaram que Van Gundy foi dispensado de suas funções.

### New Orleans Pelicans
Em 22 de outubro de 2020, Van Gundy foi contratado como o novo treinador do New Orleans Pelicans, substituindo Alvin Gentry. Van Gundy e os Pelicans se separaram em 16 de junho de 2021.

## Vida pessoal
Van Gundy nasceu em Indio, Califórnia. Ele cresceu como filho de um treinador de basquete, Bill Van Gundy, ex-treinador da Brockport State University, no oeste de Nova York. Seu irmão mais novo, Jeff Van Gundy, também treinou duas equipes na NBA.
Van Gundy é um crítico frequente do ex-presidente dos Estados Unidos, Donald Trump, e endossou o ex-vice-presidente dos Estados Unidos, Joe Biden, nas Eleição presidencial nos Estados Unidos em 2020.

## Recorde como treinador principal

### Universidade
| Temporada                                                                | Time                                                  | Campanha                                              | Conferência                                           | Classificação                                         | Pós-Temporada                                         |
| Castleton Spartans (Mayflower Conference) (1983-1986)                    | Castleton Spartans (Mayflower Conference) (1983-1986) | Castleton Spartans (Mayflower Conference) (1983-1986) | Castleton Spartans (Mayflower Conference) (1983-1986) | Castleton Spartans (Mayflower Conference) (1983-1986) | Castleton Spartans (Mayflower Conference) (1983-1986) |
| ------------------------------------------------------------------------ | ----------------------------------------------------- | ----------------------------------------------------- | ----------------------------------------------------- | ----------------------------------------------------- | ----------------------------------------------------- |
| 1983–84                                                                  | Castleton                                             | 26–2                                                  | 8–0                                                   | 1st                                                   |                                                       |
| 1984–85                                                                  | Castleton                                             | 23–7                                                  | 8–0                                                   | 1st                                                   | NAIA First Round                                      |
| 1985–86                                                                  | Castleton                                             | 19–9                                                  | 4–2                                                   |                                                       |                                                       |
| Castleton                                                                | Castleton                                             | 68–18 (.791)                                          | 20–2                                                  |                                                       |                                                       |
| UMass Lowell River Hawks (New England Collegiate Conference) (1988-1992) |                                                       |                                                       |                                                       |                                                       |                                                       |
| 1988–89                                                                  | UMass Lowell                                          | 16–13                                                 | 9–5                                                   |                                                       |                                                       |
| 1989–90                                                                  | UMass Lowell                                          | 13–15                                                 | 7–7                                                   |                                                       |                                                       |
| 1990–91                                                                  | UMass Lowell                                          | 11–17                                                 | 5–9                                                   |                                                       |                                                       |
| 1991–92                                                                  | UMass Lowell                                          | 14–15                                                 | 7–7                                                   |                                                       |                                                       |
| UMass Lowell                                                             | UMass Lowell                                          | 54–60 (.474)                                          | 28–28                                                 |                                                       |                                                       |
| Wisconsin Badgers (Big Ten Conference) (1994-1995)                       |                                                       |                                                       |                                                       |                                                       |                                                       |
| 1994–95                                                                  | Wisconsin                                             | 13–14                                                 | 7–11                                                  | 9th                                                   |                                                       |
| Wisconsin                                                                | Wisconsin                                             | 13–14 (.481)                                          | 7–11 (.389)                                           |                                                       |                                                       |
| Total                                                                    | Total                                                 | 135–92 (.595)                                         |                                                       |                                                       |                                                       |

### NBA
| Time        | Temporada | Temporada Regular | Temporada Regular | Temporada Regular | Temporada Regular | Temporada Regular          | Playoffs | Playoffs | Playoffs | Playoffs | Playoffs                              |
| Time        | Temporada | Jogos             | Vitórias          | Derrotas          | %                 | Classificação              | Jogos    | Vitórias | Derrotas | %        | Resultado                             |
| ----------- | --------- | ----------------- | ----------------- | ----------------- | ----------------- | -------------------------- | -------- | -------- | -------- | -------- | ------------------------------------- |
| Miami       | 2003–04   | 82                | 42                | 40                | .512              | 2º na Divisão do Atlântico | 13       | 6        | 7        | .462     | Perdeu nas Semi-Finais de Conferência |
| Miami       | 2004–05   | 82                | 59                | 23                | .720              | 1º na Divisão Sudeste      | 15       | 11       | 4        | .733     | Perdeu nas Finais de Conferência      |
| Miami       | 2005–06   | 21                | 11                | 10                | .524              | (Despedido)                | —        | —        | —        | —        | —                                     |
| Orlando     | 2007–08   | 82                | 52                | 30                | .634              | 1º na Divisão Sudeste      | 10       | 5        | 5        | .500     | Perdeu nas Semi-Finais de Conferência |
| Orlando     | 2008–09   | 82                | 59                | 23                | .720              | 1º na Divisão Sudeste      | 24       | 13       | 11       | .542     | Perdeu nas Finais de NBA              |
| Orlando     | 2009–10   | 82                | 59                | 23                | .720              | 1º na Divisão Sudeste      | 14       | 10       | 4        | .714     | Perdeu nas Finais de Conferência      |
| Orlando     | 2010–11   | 82                | 52                | 30                | .634              | 2º na Divisão Sudeste      | 6        | 2        | 4        | .333     | perdeu na Primeira Rodada             |
| Orlando     | 2011–12   | 66                | 37                | 29                | .561              | 3º na Divisão Sudeste      | 5        | 1        | 4        | .200     | perdeu na Primeira Rodada             |
| Detroit     | 2014–15   | 82                | 32                | 50                | .390              | 5º na Divisão Central      | —        | —        | —        | —        | Não foi para os playoffs              |
| Detroit     | 2015–16   | 82                | 44                | 38                | .537              | 3º na Divisão Central      | 4        | 0        | 4        | .000     | perdeu na Primeira Rodada             |
| Detroit     | 2016–17   | 82                | 37                | 45                | .451              | 5º na Divisão Central      | —        | —        | —        | —        | Não foi para os playoffs              |
| Detroit     | 2017–18   | 82                | 39                | 43                | .476              | 4º na Divisão Central      | —        | —        | —        | —        | Não foi para os playoffs              |
| New Orleans | 2020–21   | 72                | 31                | 41                | .431              | 4º na Divisão Sudoeste     | —        | —        | —        | —        | Não foi para os playoffs              |
| Carreira    | Carreira  | 979               | 554               | 425               | .562              | –                          | 91       | 48       | 43       | .435     | –                                     |